# Джим Грегори Эворд (НХЛ)
Приз лучшему генеральному менеджеру имени Джима Грегори (англ. Jim Gregory General Manager of the Year Award) вручается ежегодно с 2010 года лучшему генеральному менеджеру НХЛ. Обладателя выбирает комиссия из 42 человек: 32 генеральных менеджера, 5 руководителей НХЛ и 5 журналистов.

## История
В 1993 году Брайан Бурк, работавший тогда в Лиге, предложил учредить награду для генеральных менеджеров, однако её ввели только в 2010 году и вручали на годовом собрании генеральных менеджеров, а не на церемонии вручения других наград НХЛ. В следующем году было заявлено, что награда будет включена в церемонию.
19 ноября 2019 года призу было присвоено имя Джима Грегори.

## Победители

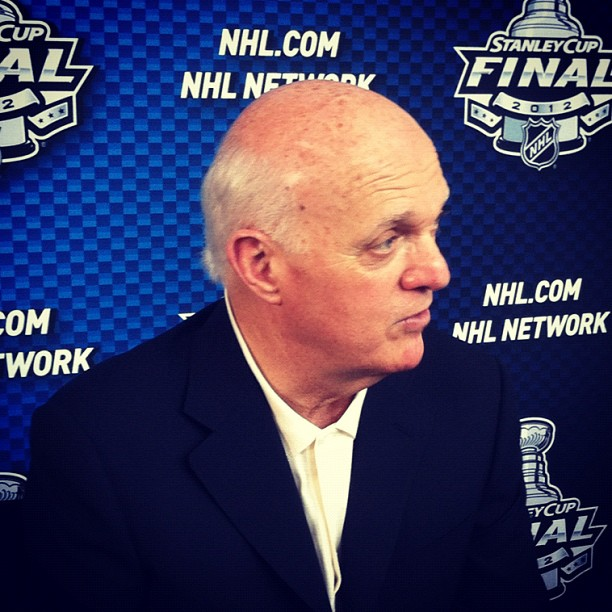
Лу Ламорелло двукратный обладатель приза

| Сезон   | Ген. менеджер    | Команда            |
| ------- | ---------------- | ------------------ |
| 2009/10 | Дон Мэлоуни      | Финикс Койотис     |
| 2010/11 | Майк Гиллис      | Ванкувер Кэнакс    |
| 2011/12 | Дуг Армстронг    | Сент-Луис Блюз     |
| 2012/13 | Рэй Шеро         | Питтсбург Пингвинз |
| 2013/14 | Боб Мюррей       | Анахайм Дакс       |
| 2014/15 | Стив Айзерман    | Тампа-Бэй Лайтнинг |
| 2015/16 | Джим Рутерфорд   | Питтсбург Пингвинз |
| 2016/17 | Дэвид Пойл       | Нэшвилл Предаторз  |
| 2017/18 | Джордж Макфи     | Вегас Голден Найтс |
| 2018/19 | Дон Суини        | Бостон Брюинз      |
| 2019/20 | Лу Ламорелло (1) | Нью-Йорк Айлендерс |
| 2020/21 | Лу Ламорелло (2) | Нью-Йорк Айлендерс |
| 2021/22 | Джо Сакик        | Колорадо Эвеланш   |
| 2022/23 | Джим Нилл (1)    | Даллас Старз       |
| 2023/24 | Джим Нилл (2)    | Даллас Старз       |
| 2024/25 | Джим Нилл (3)    | Даллас Старз       |